# Young Dumb & Broke
Young Dumb & Broke è un singolo del cantante statunitense Khalid, pubblicato nel 2017 ed estratto dal suo primo album in studio American Teen.

## Tracce
Download digitale
1. Young Dumb & Broke – 3:22

Download digitale – Remix
1. Young Dumb & Broke (Remix) (featuring Rae Sremmurd and Lil Yachty) – 4:23

## Classifiche

### Classifiche settimanali
| Classifica (2017) | Posizione massima |
| ----------------- | ----------------- |
| Australia         | 4                 |
| Austria           | 62                |
| Canada            | 22                |
| Danimarca         | 14                |
| Filippine         | 1                 |
| Germania          | 56                |
| Irlanda           | 17                |
| Malaysia          | 9                 |
| Norvegia          | 37                |
| Nuova Zelanda     | 1                 |
| Portogallo        | 41                |
| Regno Unito       | 17                |
| Repubblica Ceca   | 42                |
| Slovacchia        | 38                |
| Stati Uniti       | 18                |
| Svezia            | 63                |
| Svizzera          | 89                |

### Classifiche di fine anno
| Classifica (2017) | Posizione |
| ----------------- | --------- |
| Australia         | 38        |
| Canada            | 85        |
| Danimarca         | 85        |
| Nuova Zelanda     | 16        |
| Portogallo        | 99        |
| Stati Uniti       | 78        |
| Classifica (2018) | Posizione |
| Australia         | 55        |
| Canada            | 81        |
| Nuova Zelanda     | 48        |
| Portogallo        | 156       |
| Stati Uniti       | 67        |